# 2075 Martinez
2075 Martinez је астероид главног астероидног појаса чија средња удаљеност од Сунца износи 2,401 астрономских јединица (АЈ).
Апсолутна магнитуда астероида је 13,0.